# Košarkaški klub Vršac
Il Košarkaški klub Vršac Meridian (cir. serbo: Кошаркашки клуб Вршац) è una società cestistica avente sede nella città di Vršac, in Serbia. 
Fondata nel 1946, dal 1992 e fino al 2012, per ragioni di sponsor, era conosciuta come Hemofarm Vršac.
Disputa il campionato serbo e la Lega Adriatica.

## Palmarès
- Lega Adriatica: 1

2004-05

## Finali disputate
- Lega Adriatica: 1

2007-08 vs. Partizan Belgrado
- Coppa Korać: 1

2000-01 vs Club Baloncesto Malaga

## Cestisti
- Dušan Stević 1996-1997